# No Comment
No Comment är ett musikalbum av Front 242, utgivet 1984. På detta album förekommer den första referensen till electronic body music. Bandet använder termen för att beskriva musiken på albumet.

## Låtförteckning
Sida A
1. "Commando Mix" – 9:23
2. "S. Fr. Nomenklatura" (1 & 2) – 6:36
3. "Deceit" (Behind Your Face) – 3:44

Sida B
1. "Lovely Day" – 5:23
2. "No Shuffle" – 3:50
3. "Special Forces" – 5:23